# Homefront (computerspel)

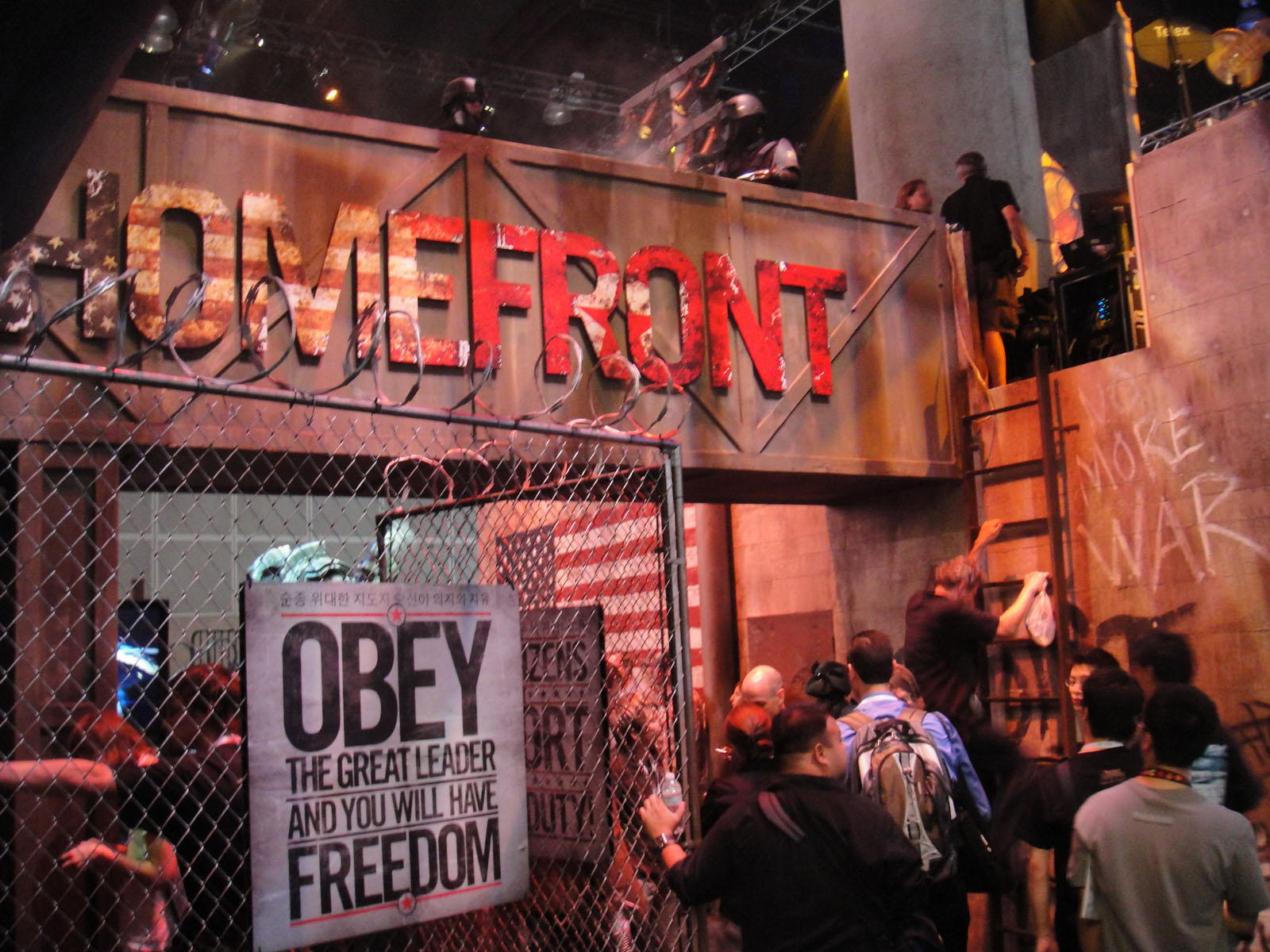
Stand van Homefront op de E3 in 2010.

Homefront is een first-person shooter ontwikkeld door Kaos Studios (de pc-versie is geporteerd door Digital Extremes) en uitgegeven door THQ.
Het spel is in Europa uitgekomen op 18 maart 2011 voor Windows, PlayStation 3 en Xbox 360. Ook kwam het beschikbaar op OnLive en Steam.

## Verhaal
Homefront speelt zich af in een futuristisch Amerika (het jaar 2027) dat wordt aangevallen door Noord-Korea. Het verhaal gaat terug naar 2010 waarbij er hoge spanningen waren tussen Noord-Korea en andere landen vanwege haar militaire agressie, zoals testen met nucleaire wapens. Dit groeit uit tot een oorlog tussen de twee grootstaten.

### Achtergrond
De ontwikkelaars kozen voor deze setting zodat het een extra emotionele inslag zou hebben op Amerikaanse spelers.

## Ontvangst
Homefront werd met gemengde recensies ontvangen. De atmosfeer, het verhaal en het multiplayer-gedeelte werd geprezen, maar er was kritiek op de korte duur van het spel.
Op Metacritic kreeg het spel een score van 70/100.

## Opvolger
Ondanks gemengde recensies kondigde uitgever THQ aan dat er een opvolger kwam op Homefront. Toen ontwikkelstudio Kaos Studios werd gesloten is de ontwikkeling van het spel overgenomen door Crytek UK met de CryEngine 3. Nadat THQ failliet ging verkreeg Crytek de rechten van de franchise begin 2013.
De opvolger Homefront: The Revolution kwam uit in mei 2016.